# Chlorurus japanensis
Chlorurus japanensis är en fiskart som först beskrevs av Bloch, 1789.  Chlorurus japanensis ingår i släktet Chlorurus och familjen Scaridae. Inga underarter finns listade i Catalogue of Life.
Vuxna individer kan bli upp till 31 centimeter långa och 700 gram tunga. Ryggfenan har 7 taggstrålar och 10 mjukstrålar. Analfenan bildas av 3 taggstrålar och 9 mjukstrålar. Hannars bål är nära huvudet brun med violetta nyanser och bakkroppen är ljusgul. Honor har en mörkbrun färg medan stjärtfenan är orangeröd.
Denna fisk förekommer i västra och centrala Stilla havet från södra Japan (Ryukyuöarna) över Taiwan, Filippinerna, Sundaöarna, Nya Guinea och norra Australien till Samoa. Den dyker vanligen till ett djup av 20 meter. Arten vistas i områden med korallrev och i regioner med klippig havsgrund. Exemplaren lever ensam eller de bildar små grupper.
Regionalt hotas beståndet av vattenföroreningar och av korallrevens försvinnande. Chlorurus japanensis hittas i flera skyddsområden. IUCN kategoriserar arten globalt som livskraftig.